# Aspidopterys glabrifolia
Aspidopterys glabrifolia là một loài thực vật có hoa trong họ Malpighiaceae. Loài này được Arènes mô tả khoa học đầu tiên năm 1943.